# Somatolita neavei
Somatolita neavei là một loài bọ cánh cứng trong họ Cerambycidae.